# Diplasiolejeunea ranomafanae
Diplasiolejeunea ranomafanae là một loài Rêu trong họ Lejeuneaceae. Loài này được Pocs mô tả khoa học đầu tiên năm 2006.